# Crassuncus colubratus
Crassuncus colubratus is een vlinder uit de familie van de vedermotten (Pterophoridae). De wetenschappelijke naam van de soort is voor het eerst geldig gepubliceerd als Pterophorus colubratus in 1909 door Edward Meyrick. De combinatie in Crassuncus werd in 2014 door Kovtunovich, Ustjuzhanin & Murphy gemaakt.

## Andere combinaties
- Hellinsia colubratus (Meyrick, 1909), door Gielis, 2003